# Catalina Flores
Catalina Andrea Flores Aravena (n. Santiago, 22 de febrero de 1999), es una jugadora de hockey sobre patines chilena. Actualmente juega en el S.L. Benfica de la Primera División de Portugal y también es seleccionada nacional con Chile.

## Clubes
- 2014-2015  HC San Jorge
- 2015-2016  CP Las Rozas
- 2016-2017  HC Liceo La Coruña
- 2017-2018  CP Vilanova
- 2018-2020  CP Vila-Sana
- 2020-2021  HC San Jorge
- 2021-presente  S.L. Benfica

## Títulos

### Campeonatos nacionales
- Campeonato Nacional Femenino (1): 2021/22
- Elite Cup Femenina (1): 2022/23
- Taça de Portugal Femenina (1): 2021/22
- Supertaça Femenina (2): 2021, 2022